# 천연 핵분열로
1. 핵반응로 구역
2. 사암
3. 우라늄광 층
4. 화강암

천연 핵분열로가 생성되게 하는 가봉의 지질 상황

천연 핵분열로는 우라늄 매장지 중에서 자체적으로 지속가능한 핵분열 연쇄 반응이 일어나는 곳이다. 천연의 원자로가 존재할 수 있는 조건은 1956년 폴 쿠로다 (Paul Kuroda)에 의해 예측되었다. 과거에는 자체적으로 지속가능한 핵반응이 발생하였지만 그후에 소멸되었거나 화석화된 핵분열의 잔해는 우라늄과 핵분열 생성물 또는 핵분열 생성물의 안정한 붕괴 생성물 내에 존재하는 동위원소의 비율 분석에 의하여 검증된다. 천연 핵분열로는 1972년 쿠로다의 예측과 매우 유사한 조건에 있는 가봉의 오클로 지역에서 프랜시스 페린(Francis Perrin)에 의해 최초로 발견되었다.
가봉의 오클로 지역은 이러한 현상이 발생한 것으로 알려진 유일한 장소인데, 센티미터 크기의 광석층이 듬성듬성 배치되어 있는 16개 장소로 구성되어 있다. 그곳에서 자립적 핵분열 반응은 약 17억년 전, 고원생대의 스타테로스기 동안 발생하여 수십만 년 동안 평균 출력 100kW 미만으로 지속되었던 것으로 여겨진다.

## 역사
1972년 5월 프랑스 피어라트 (Pierrelatte)의 트리캐스통(Tricastin) 우라늄 농축소에서 가봉에 위치한 오클로 광산의 육불화 우라늄 (UF6)샘플을 분석하는 일상적인 질량 분석법 과정에서 동위원소인 우라늄-235 (235
U
)의 양이 통상적인 양과 차이가 있다는 점이 밝혀졌다. 일반적으로 이 동위원소의 함량 비율은 우라늄의 0.72%인 반면에 오클로 지역의 시료에서는 0.60%에 불과하여 상당한 차이가 있었다. 즉 시료에 우라늄-235가 예상보다 약 17% 적게 포함되어 있었다. 모든 민간 우라늄 취급 시설에서는 핵무기 제조에 전용되지 않도록 모든 핵분열성 동위원소에 대하여 세밀하게 설명해야 하기 때문에 이러한 불일치에 대한 설명이 필요했다. 더욱이 사람들이 우라늄을 채굴하는 것은 핵분열 물질 때문이기에 이러한 우라늄-235의 상당한 "손실"은 직접적인 경제적 문제가 되기도 하였다.
프랑스 원자력 및 대체에너지 위원회 (CEA)에서 조사를 시작했는데, 오클로에서 채굴된 우라늄에서 가장 중요한 2종의 우라늄 동위원소의 상대적 존재비에 대한 일련의 측정에서는 다른 광산의 우라늄에 대해 얻은 결과와 비교하여 비정상적인 결과를 보여주었다. 이 우라늄 매장지에 대한 추가 조사에서 겨우 0.44%밖에 되지 않는 농도(정상 수치보다 거의 40% 낮음)의 235
U
 이 포함된 우라늄 광석이 발견되었다. 또한 네오디뮴과 루테늄과 같은 핵분열 생성물의 동위원소에 대한 후속 조사에서도 아래에 자세히 설명된 바와 같이 비정상적인 현상이 나타났다. 하지만 미량 방사성 동위원소인 우라늄-234 (234
U)의 함량은 다른 천연 시료와 크게 차이가 나지 않았다. 천연상태에서 234
U 는 우라늄-238 (238
U)에 대하여 55ppm의 장기적 평형값을 갖는데 열화우라늄과 재처리된 우라늄은 모두 일반적으로 이 값과 다른 값을 갖는데, 이는 234
U 가 235
U 와 함께 농축되고, 중성자 포획에 의해 소모되거나 또한 원자로에서 고속 중성자에 의하여 유도된 (n,2n) 반응에 의하여 235
U로부터 생성되는 점에 기인한다. 오클로에서 원자로가 활성화된 당시에 존재할 수 있었던 234
U 농도의 편차는 오래 전에 소멸되었을 것이다. 또한 원자로가 작동하는 동안에는 우라늄-236 (236
U)이 통상보다 더 높은 비율로 존재했음에 틀림없지만, 그 반감기가 2,348만년으로 원자로 작동 이후 경과된 시간보다 거의 2자릿수 짧기 때문에 현재는 원래 양의 대략 1.4×10−22 배로 붕괴되어 기본적으로 거의 소멸되었으며 현재 검출 장비의 검출 능력보다도 낮게 되었다.
235
U
 의 감소는 바로 일반적인 원자로에서 발생하는 현상이다. 오클로 지역의 현상에 대하여 가능한 설명은 우라늄 광석이 먼 지질학적 과거에 천연의 핵분열 원자로로 작동했다는 것이다. 다른 관찰에서도 동일한 결론이 도출되어, 1972년 9월 25일 CEA는 자체적으로 유지되는 핵 연쇄 반응이 약 20억년 전에 지구에서 발생했다는 사실을 발견했다고 발표했다. 나중에 이 지역에서는 천연 핵분열 원자로가 추가로 발견되었다.

## 핵분열 생성 동위원소의 지문

천연 네오디뮴과, 열중성자에 노출된 으로부터 핵분열 생성된 네오디뮴의 동위원소 지문

### 네오디뮴
네오디뮴과 기타 원소들이 지구에서 일반적으로 발견되는 것과는 다른 동위원소 구성을 가지고 발견되었다. 예를 천연 네오디뮴에는 142
Nd
가 27 % 포함되어 있는데, 오클로의 네오디뮴에는 142
Nd
 가 6% 미만으로 포함되어 있다. 그런데 오클로에서는 143
Nd
 동위원소를 더 많이 포함하고 있다. 그런데 오클로의 Nd에서 천연 동위원소 Nd 점유율을 빼면, 그 동위원소 조성은 235
U
 의 핵분열로 생성된 것과 일치한다.

### 루테늄

천연 루테늄과 열중성자에 노출된 의 핵분열 생성물인 루테늄의 동위원소 지문. (매우 수명이 긴 이중 베타 방출체)는 원자로가 작동을 멈춘 이후 미량 이상의 양의 으로 붕괴될 시간이 충분이 없었다.

오클로 루테늄의 동위원소 비율에 대한 유사한 조사에서 자연적으로 발생하는 농도보다 훨씬 더 높은 비율(27-30% 대 12.7%)의 99
Ru
 를 발견했다. 이 이상 현상은 99
Tc
 이 99
Ru
 으로 붕괴하는 것으로 설명될 수 있다. 막대 차트에서 루테늄의 일반적인 천연 동위원소 특성은 열중성자로 조사된 235
U
 핵분열의 결과인 핵분열 생성물 루테늄의 특성과 비교된다. 핵분열 루테늄이 다른 동위원소 특성을 가지고 있다는 것은 분명하다. 핵분열 생성 혼합물 내에서 100
Ru
의 수준은 낮은데 이는, 핵분열이 중성자 가 풍부한 동위원소를 생성하고 이는 이후 베타 붕괴를 하고 100
Ru
은 매우 긴 수명(반감기 7.1×1018 년)의 몰리브덴 동위원소 100
Mo 의 이중 베타 붕괴에 의해서만 상당한 양이 생산될 것이기 때문이다. 원자로가 가동된 기간으로 보면 매우 적은 양(약 0.17) ppb )의 100
Ru
 으로 붕괴가 발생했을 것이다. 100
Ru 의 다른 경로 예를 들어 99
Ru 또는 99
Tc(빠르게 베타 붕괴가 뒤따름) 내에서의 중성자 포획과 같은 경로는 다량의 중성자 플럭스 동안에만 발생할 수 있으므로 핵분열 연쇄 반응이 멈출 때 중단된다.

## 작동 원리
우라늄이 풍부한 광물 매장지에 지하수가 범람하면서 형성된 천연 원자로에서 지하수는 핵분열로 생성된 중성자의 감속재 역할을 할 수 있다. 연쇄 반응이 일어나 열이 발생하여 지하수가 끓어오르게 되었다. 그러나 중성자의 속도를 늦출 수 있는 감속재가 없어지면, 반응이 느려지거나 중단되었다. 따라서 이 천연 원자로는 인간이 만든 경수로의 안전 메커니즘으로 사용되는 음의 공극 계수 (void coefficient)를 갖는다. 광물 침전물이 냉각된 후 물이 다시 돌아오고 반응이 다시 시작되어 3시간마다 전체 사이클이 완료되었다. 핵분열 반응 주기는 수십만 년 동안 계속되었고, 계속 감소하는 핵분열 성 물질과 중성자 독의 축적이 결합되어 더 이상 연쇄 반응을 유지할 수 없을 때 끝났다.
우라늄 핵분열은 일반적으로 핵분열 생성물인 크세논 기체와 같은 5가지 알려진 동위원소를 생성한다. 5종의 동위원소는 모두 천연 원자로의 잔해에 다양한 농도로 존재하고 있는 것으로 밝혀졌다. 20억년 후 광물층에 갇혀 있는 것으로 발견된 크세논 동위원소의 농도를 통해 원자로 작동의 특정 시간 간격을 계산할 수 있다. 즉, 임계점 약 30분 후 냉각 2시간 30분(잔류 붕괴열이 기하급수적으로 감소함)의 3시간 주기를 완료한다. 크세논-135는 가장 강력한 것으로 알려진 중성자 독 (neutron poison)이다. 그러나 이는 상당한 양이 직접 생성되는 것이 아니라 요오드-135 (또는 그 모핵종 중 하나)의 붕괴 생성물로 생성된다. 크세논-135 자체는 불안정하며 중성자를 흡수하지 않으면 세슘-135로 붕괴된다. 세슘-135는 상대적으로 수명이 길지만, 오클로 원자로에서 생산된 모든 세슘-135는 이후 안정적인 바륨-135로 추가 붕괴되었다. 한편, 크세논-135의 중성자 포획 생성물인 크세논-136은 이중 베타 붕괴를 통해 매우 느리게 붕괴하므로 과학자들은 우라늄 핵분열이 중단된 지 거의 20억 년이 지난 후, 동위원소 비율을 기반으로 한 계산을 통해 이 원자로의 중성자를 결정할 수 있었다.

이 반응을 가능하게 한 핵심 요인은 17억년 전 원자로가 임계 질량에 도달했을 당시 핵분열성 동위원소 235
U
이 천연 우라늄의 약 3.1%를 차지하였는데, 이 양은 현재 일부 원자로에 사용되는 양과 비슷하고, 나머지 96.9%는 비분열성 238
U
이고 대략 55ppm인 234
U 이다). 235
U
의 반감기가 238
U
 보다 짧기 때문에 더 빠르게 소멸하여, 현재 천연 우랴늄 내에서 235
U
 의 함량은 0.72%에 불과하다. 따라서 현재는 천연 원자로가 중수나 흑연 없이는 지구상에서 더 이상 불가능하다.
현재 오클로 우라늄 광석 매장지는 천연 핵분열 원자로가 존재했던 것으로 알려진 유일한 장소이다. 다른 풍부한 우라늄 광체 역시 그 당시 핵반응을 뒷받침할 만큼 충분한 우라늄을 갖고 있었을 것이지만, 연쇄 반응을 뒷받침하는 데 필요한 우라늄, 물, 물리적 조건의 조합은 현재 알려진 한 오클로 광산에서 유일하다. 또한 다른 자연 핵분열 원자로가 한 때 작동되었지만 그 이후 지질학적으로 인식할 수 없을 정도로 교란되어 동위원소 비율이 더 이상 "지문" 역할을 하지 않을 정도로 우라늄을 "희석"시켰을 수도 있다. 대륙 지각의 작은 부분과 해양 지각의 어떤 부분도 오클로 퇴적물의 나이 또는 천연 우라늄의 동위원소 비율이 물을 감속재로 하여 자립적인 연쇄 반응을 일으킬 수 있는 나이에 도달하지 않는다.

아마도 20억년 전 오클로 천연 원자로의 시작에 기여한 또 다른 요인은 지구 대기의 산소 함량이 증가했기 때문이다. 우라늄은 지구의 암석에 자연적으로 존재하며, 핵분열성 물질도 풍부하여 235
U
 도 원자로 가동 이전에는 항상 적어도 3% 이상이었다. 우라늄은 산소가 있는 경우에만 물에 용해된다. 따라서 산소 농도가 증가하면 우라늄이 용해되어 지하수와 함께 충분히 높은 농도가 축적되어 풍부한 우라늄 광석체를 형성할 수 있는 곳으로 운반될 수 있다. 당시 지구상에 새로운 호기성 환경이 없었다면 이러한 농도는 아마도 발생하지 않았을 것이다.
센티미터에서 미터 크기의 우랴늄 광맥 내의 핵반응에서 약 5톤의 235
U
 소모되고 온도가 섭씨 수백도까지 높아졌던 것으로 추정된다. 대부분의 비휘발성 핵분열 생성물과 악티늄화물은 지난 20억년 동안 광맥 내에서 단지 몇 센티미터만 이동했다. 연구에서는 이것이 핵폐기물 처리에 유용한 천연 핵폐기장과 유사한 것이라고 하였다. 5톤의 235
U 핵분열로 인한 전체적인 질량 결손은 약 4.6 킬로그램 (10 lb)으로, 전체 수명 동안 천연 원자로는 중성미자를 포함한 열에너지로 TNT 약 100 메가톤(420 PJ)을 생산했다.
현대 인간이 만든 경수로에서싀 정상적인 연소 과정에서 핵분열 사건의 대략 1/3을 차지하는 플루토늄 핵분열을 무시한다면, 핵분열 생성물로는, 대략 129 킬로그램 (284 lb)의 테크네튬-99(루테늄-99로 붕괴된 이후), 108 킬로그램 (238 lb)의 지르코늄-93 ( 니오븀 -93으로 붕괴된 이후), 198 킬로그램 (437 lb)의 세슘-135(바륨-135로 붕괴되었으나 모 핵종인 크세논-135가 강력한 중성자 독이고 경우에 따라 Cs-135로 붕괴되기 전에 중성자를 흡수하기 때문에 실제 값은 아마도 더 낮을 것이다), 28 킬로그램 (62 lb)의 팔라듐-107 (은으로 붕괴된 이후), 86 킬로그램 (190 lb)의 스트론튬-90 (지르코늄으로 붕괴된 지 오래됨) 및 185 킬로그램 (408 lb)의 세슘-137 (바륨으로 붕괴된 지 오래됨)에 해당한다.

## 원자 미세구조 상수와의 관계
오클로의 천연 반응로는 원자 미세 구조 상수 α가 지난 20억년 동안 변경되었는지 확인하는 데에도 사용되었는데, 이는 α 값이 다양한 핵반응 속도에 영향을 미치기 때문이다. 예를 들어 149
Sm
은 중성자를 포획하여 150
Sm
 으로 되며, 중성자 포획 속도는 α 값에 따라 달라지므로 오클로에서 채취한 샘플에 포함된 두 사마륨 동위원소의 비율을 사용하여 20억년 전의 α 값을 계산할 수 있다.
여러 연구에서 오클로에 남겨진 방사성 동위원소의 상대적 농도를 분석했으며, 대부분의 연구에서는 당시의 핵반응이 오늘날과 거의 동일하다는 결론을 내렸고 이는 과거의 α 값도 현재와 동일했음을 의미한다.

## 같이 보기
- 심지질 저장소 (Deep geological reporitory)
- 무나나

## 출전
- Bentridi, S.E.; Gall, B.; Gauthier-Lafaye, F.; Seghour, A.; Medjadi, D. (2011). “Génèse et évolution des réacteurs naturels d'Oklo” [Inception and evolution of Oklo natural nuclear reactors]. 《Comptes Rendus Geoscience》 (프랑스어) 343 (11–12): 738–748. Bibcode:2011CRGeo.343..738B. doi:10.1016/j.crte.2011.09.008.